# Paula Hawkins
Paula Hawkins (* 26. srpna 1972 Harare, Zimbabwe) je britská spisovatelka, známá především svou novelou Dívka ve vlaku, která vyšla v roce 2015.

## Život
Paula Hawkins vyrůstala v Salisbury v Rhodésii (dnes Harare, Zimbabwe). Její otec byl profesor ekonomie a finanční žurnalista. Do Londýna se přestěhovala v roce 1989. Studovala filozofii, politologii a ekonomii na univerzitě v Oxfordu.

### Kariéra
Pracovala jako novinářka pro deník The Times. Poté pracovala na několika novelách jako spisovatel na volné noze a napsala knihu finančního poradenství pro ženy, kterou nazvala The Money Goddes. Kolem roku 2009 psala pod jménem Amy Silver romantické komedie jako např. Confession of a Reluctant Recessionista.
Její nejprodávanější kniha z roku 2015 Dívka ve vlaku je thriller s tematikou domácího násilí, zneužívání, alkoholu a drog. Román psala téměř půl roku a dokončila jej v době, kdy se nacházela zrovna v tíživé finanční situaci. V současné době žije v Londýně.